# Thranius solomonensis
Thranius solomonensis là một loài bọ cánh cứng trong họ Cerambycidae.